# Bellura vulnifica
Bellura vulnifica är en fjärilsart som beskrevs av Augustus Radcliffe Grote 1872. Bellura vulnifica ingår i släktet Bellura och familjen nattflyn. Inga underarter finns listade i Catalogue of Life.